# Tobias Flütsch
Tobias Flütsch (* 1997) ist ein Schweizer Unihockeyspieler, welcher beim Nationalliga-A-Verein Zug United unter Vertrag steht.